# Külliye

Külliye, Mosquée et dépendances à Gölmarmara en Turquie

Le mot turc d’origine arabe külliye, désigne un ensemble architectural bâti autour d’une mosquée et comprenant une école coranique (medersa), une imarethane (cantine où sont distribués des repas aux indigents), une fontaine (sebilhane), une bibliothèque, un dispensaire, etc.

## Exemples dekülliye
- La Mosquée Gedik Ahmet Paşa à Afyonkarahisar